# Жан-Макс Бельрів
Жан-Макс Бельрів (фр. Jean-Max Bellerive; нар. 1958) — прем'єр-міністр Гаїті у 2009–2011 роках.

## Життєпис
Народився в родині поважного лікаря, юнаком залишив батьківщину й навчався у Швейцарії, Франції та Бельгії. Здобув ступінь з політичних наук і міжнародних відносин. Повернувся до Гаїті 1986 року, незадовго до усунення від влади Жана-Клода Дювальє.

### Політична кар'єра
В уряді Жака-Едуара Алексіса займав пост міністра планування та зовнішнього співробітництва.
30 жовтня 2009 року президент Рене Преваль подав його кандидатуру замість Мішель П'єр-Луї, якій за день до того 18 із 29 сенаторів винесли вотум недовіри. 11 листопада 2009 року офіційно вступив на посаду.

## Родина
Одружений, має двох дітей.